# Blackout (film, 2006)
Pour les articles homonymes, voir Blackout, Unknown et Inconnu.
Pour plus de détails, voir Fiche technique et Distribution.
Blackout, ou Inconnus au Québec (Unknown) est un film américain réalisé par Simón Brand (en) en 2006.

## Synopsis
Cinq hommes se réveillent enfermés dans un hangar, au milieu d'une zone industrielle. Ils ne se connaissent pas, ne se souviennent plus qui ils sont et ce qu'ils font là. Impossible de sortir... La tension monte. Peu à peu, des bribes de mémoire leur reviennent. Ils ont tous été impliqués dans une prise d'otage. Mais qui sont les otages et qui sont les ravisseurs ?

## Fiche technique
- Titre : Blackout
- Titre original : Unknown
- Réalisation : Simon Brand
- Scénario : Matthew Waynee
- Musique : Angelo Milli
- Photographie : Steve Yedlin
- Montage : Luis Carballar et Paul Trejo
- Production : Rick Lashbrook, Darby Parker et John S. Schwartz
- Société de production : Rick Lashbrook Films et Eleven Eleven Films
- Société de distribution : TF1 Films International (France) et IFC First Take (États-Unis)
- Pays :  États-Unis
- Genre : Policier, drame, thriller
- Durée : 85 minutes
- Dates de sortie : 
  -  États-Unis : 1er décembre 2006
  -  France : 22 janvier 2009 (vidéo)

## Distribution
- Jim Caviezel (VF : Dominique Guillo) : Jean Jacket
- Greg Kinnear (VF : Patrick Mancini ; VQ : Benoît Gouin) : Richard McCain (Nez cassé)
- Bridget Moynahan (VQ : Hélène Mondoux) : Eliza Coles
- Joe Pantoliano (VF : Hubert Drac ; VQ : Yves Soutière) : Brockman, l'homme attaché
- Barry Pepper (VF : Alexis Victor ; VQ : Patrice Dubois) : William Coles Jr, le propriétaire du ranch à la chemise
- Jeremy Sisto (VF : Maurice Decoster ; VQ : Antoine Durand) : l'homme menotté
- Peter Stormare (VQ : Benoit Rousseau) : Stefan Burian
- Chris Mulkey (VQ : Jean-Luc Montminy) : le détective James Curtis
- Clayne Crawford (VQ : Frédéric Paquet) : le détective Anderson
- Kevin Chapman : le détective McGahey
- Mark Boone Junior : Juarez
- Wilmer Calderon (en) : le détective Molina
- David Selby (VF : Michel Voletti ; VQ : Jean-Marie Moncelet) : le capitaine de police Parker
- Adam Rodriguez : le docteur
- Patricia Belcher : Surveillante du dépôt